# Abstract Syntax Notation One
Die Abstract Syntax Notation One (ASN.1; deutsch Abstrakte Syntaxnotation Eins) ist eine Beschreibungssprache zur Definition von Datenstrukturen sowie Festlegungen zur Umsetzung von Datenstrukturen und Elementen in ein netzeinheitliches Format. Sie ist gemeinsamer Standard der ITU-T (International Telecommunication Union – Telecommunication Standardization Sector) und der ISO (Internationale Organisation für Normung).
Das Wort Abstract im Namen bedeutet, dass zwar die (abstrakte) Struktur der Daten festgelegt wird, nicht aber die (konkrete) Schreibweise, also wie die einzelnen Bits über die Leitung geschickt oder in Dateien gespeichert werden. Durch diese Trennung zwischen Inhalt und Form ist es möglich, je nach Verwendungszweck eine dafür geeignete Schreibweise (Kodierung) zu verwenden.
Das Wort Syntax im Namen bedeutet, dass diese Notation nur festlegt, welche Form die Daten haben. Sie legt jedoch nicht fest, wie diese Daten interpretiert werden. So kann mit ASN.1 zum Beispiel eine „Folge zweier Zahlen, nämlich 7 und 13“ beschrieben werden. Was diese Zahlen inhaltlich bedeuten, wird jedoch nicht von ASN.1 festgelegt, sondern von der Anwendung, die ASN.1 verwendet.
Die Notation ist in den ITU-T-Standards X.680ff definiert. Die zugehörigen Standards X.690ff definieren verschiedene Encoding Rules (Kodierungsregeln), wie die ASN.1-Datenwerte auf Bit-Ebene kodiert werden. Mit Hilfe von ASN.1 und einer gemeinsamen Kodierungsregel können Systeme mit unterschiedlichen internen Datendarstellungen Nachrichten austauschen.
ASN.1 ist eine verbreitete Möglichkeit, die Nachrichtenelemente von Protokollen des OSI-Modells eindeutig zu beschreiben, und wird von OSI-konformen Techniken wie X.500 und X.509, aber auch von Internetprotokollen wie SNMP oder LDAP verwendet. Breite Anwendung findet ASN.1 auch im Telekommunikationsbereich, z. B. bei den Standards GSM für die Abrechnung von Roaminggesprächen in TAP3-Dateien und UMTS.
Meist werden in ASN.1 spezifizierte Daten mit den einfach zu handhabenden Basic Encoding Rules (BER) kodiert. In Bereichen, bei denen eine platzsparende Kodierung erwünscht ist (zum Beispiel Mobilfunk), werden die Packed Encoding Rules (PER) bevorzugt. Weiterhin existieren die injektiven Canonical Encoding Rules (CER) und Distinguished Encoding Rules (DER), wobei letztere weiter verbreitet sind. Die Distinguished Encoding Rules sind eine Untermenge der BER und sind eine Codierung von ASN.1-Datenbeschreibungen, die auf Bitebene völlig eindeutig ist. Es gibt in den DER also im Unterschied zu den BER für jeden ASN.1-Wert nur eine mögliche Codierung. Damit eignen sie sich für Fälle, in denen ASN.1-Daten digital signiert werden müssen oder plattformübergreifend ausgetauscht werden sollen, beispielsweise in digitalen Zertifikaten (siehe X.509).

## Syntax und Semantik
ASN.1 wird in einer BNF-ähnlichen Darstellung beschrieben, z. B.:
```
Record ::= SEQUENCE {
  kopf Header,
  daten Data OPTIONAL
}
```

```
Header ::= IA5String
```

```
Data ::= SET OF INTEGER
```

Im nächsten Beispiel wird ein Modul vereinbart. Es ist möglich, dieses Modul auch mittels eines Object Identifiers zu finden. Dies geschieht, indem man dem Modulnamen eine Objektreferenz (Object Reference) anfügt, z. B.:
```
Modul-name {joint-iso-itu-t(2) example(999)} DEFINITIONS ::= 
BEGIN
  Daten-struktur ::= SEQUENCE {
    teil INTEGER,
    fragment IA5String
  }
END
```

Vor dem Begriff DEFINITIONS wird mittels der geschweiften Klammern eine Objektreferenz, also eine ID angelegt. Die Objektreferenz verweist auf die Stelle in einem Baum von Referenzen bzw. Vereinbarungen, an der das richtige Objekt zu finden ist. Die ID aus diesem Beispiel verweist auf die erste Wurzel in der ersten Ebene der Verweisstruktur. Module in der oben dargestellten Form sind nötig, um eine Vereinbarung zu treffen, wie Daten übertragen werden sollen. Daten, die wie im obigen Beispiel definiert sind, werden wie folgt übertragen: { 2, "Teil2" }.
ASN.1 kennt dazu u. a.
- Elementare Typen, z. B.
  - BIT STRING (binäre Zeichenfolge)
  - BOOLEAN
  - IA5String (nach IA5-Tabelle kodierte Zeichenfolge, siehe ISO 646)
  - INTEGER
- Zusammengesetzte Typen, z. B.
  - CHOICE (Summentyp)
  - SEQUENCE (geordnete Abfolge verschiedener Typen)
  - SEQUENCE OF <Typ> (geordnete Abfolge gleichen Typs)
  - SET (ungeordnete Abfolge verschiedener Typen)
  - SET OF <Typ> (ungeordnete Abfolge gleichen Typs)
- Spezielle Datentypen, z. B.
  - OBJECT IDENTIFIER (weltweit eindeutige Kennung)

## Normen und Standards
ASN.1 hat eine lange Historie mit unterschiedlichen Vorläufern und Veröffentlichungen in unterschiedlichen Organisationen.
1. Generation
- X.208: ersetzt durch X.680
- X.209: ersetzt durch X.690

2. Generation
Reihe X.680:
- X.680: Specification of Basic Notation
- X.681: Information Object Specification
- X.682: Constraint Specification
- X.683: Parameterization of ASN.1 Specifications

Reihe X.690:
- X.690: Specification of Basic Encoding Rules (BER), Canonical Encoding Rules (CER) and Distinguished Encoding Rules (DER)
- X.691: Specification of Packed Encoding Rules (PER)
- X.692: Specification of Encoding Control Notation (ECN)
- X.693: XML Encoding Rules
- X.694: Mapping W3C XML Schema Definitions into ASN.1
- X.696: Specification of Octet Encoding Rules (OER) and Canonical Octet Encoding Rules (COER)

3. Generation
Reihe ISO 8824:
- ISO/IEC 8824-1: Abstrakte Syntax Notation Eins (ASN.1): Spezifikation von Basisnotationen.
- ISO/IEC 8824-2: Abstrakte Syntax Notation Eins (ASN.1): Spezifikation von Informationsobjekten.
- ISO/IEC 8824-3: Abstrakte Syntax Notation Eins (ASN.1): Spezifikation von Beschränkungen.
- ISO/IEC 8824-4: Abstrakte Syntax Notation Eins (ASN.1): Parametrierung von ASN.1 Spezifikationen.

Reihe ISO 8825:
Hinweis: Die offiziellen deutschen Titel dieser Spezifikationen enthalten zwar das Wort verschlüsseln, das ist aber nicht im Sinne der Kryptographie gemeint, sondern wie im Sprachgebrauch der Mediziner üblich. Technisch exakt wäre hier, von Kodierung zu sprechen.
- ISO/IEC 8825-1: ASN.1 Verschlüsselungsregeln: Spezifikation von Basisverschlüsselungsregeln (BER), vorschriftsmäßigen Verschlüsselungsregeln (CER) und hervorragenden Verschlüsselungsregeln.
- ISO/IEC 8825-2: ASN.1 Verschlüsselungsregeln: Spezifikation von komprimierten Verschlüsselungsregeln (PER).
- ISO/IEC 8825-3: Kodierungsregeln für ASN.1: Spezifikation der Verschlüsselungkontrollnotation (ECN).
- ISO/IEC 8825-4: Kodierungsregeln für ASN.1: XML Kodierungsregeln (XER).
- ISO/IEC 8825-5: ASN.1 Kodierungsregeln: Abbildung der W3C XML Schema-Definitionen auf ASN.1.
- ISO/IEC 8825-6: ASN.1 encoding rules: Registration and application of PER encoding instructions.
- ISO/IEC 8825-7: ASN.1 encoding rules - Part 7: Specification of Octet Encoding Rules (OER).

Sonstige
- S. Legg: RFC: <a href='https://datatracker.ietf.org/doc/html/rfc3641' class='extiw' title='rfc:3641'>3641</a> – Generic String Encoding Rules (GSER) for ASN.1 Types. Oktober 2003 (veraltet, englisch).
- S. Legg: RFC: <a href='https://datatracker.ietf.org/doc/html/rfc4792' class='extiw' title='rfc:4792'>4792</a> – Encoding Instructions for the Generic String Encoding Rules (GSER). Januar 2007 (englisch).